# Gmina Kastriot
Gmina Kastriot (alb. Komuna Kastriot) – gmina  położona w środkowej części Albanii. Administracyjnie należy do okręgu Dibra w obwodzie Dibra. W 2011 roku populacja gminy wynosiła 6200 w tym 2905 kobiet oraz 3295 mężczyzn, z czego Albańczycy stanowili 96,77% mieszkańców.
W skład gminy wchodzi piętnaście miejscowości: Borovjani, Bresti i Poshtëm, Bresti i Sipërm, Deshati, Fushë-Kastrioti, Kandëri, Kastrioti, Kishaveci, Kukaj, Limjani, Përgjegji, Sohodolli, Sohodolli i Vogël, Vakufi, Voleza, Vrenjti.